# 全球中国学联
全球中国学联，由1989年成立于世界各国的部分中国学联，包括美、英、法、德、瑞、比、澳、日、韩，加等国的中国学联，联合成立，香港专上学联和台湾大学生联合会也加入，是中国学生学者的一个全球性组织，取松散联合协会形式。当时的全美中国学生学者联合会主席刘永川出任第一届总召集人，台湾大学学生会会长林奕華为副总召集人。全球中国学联的志愿者于1991年组成“中国青年团结会”，每年举办“全球中國学联台湾之旅研习营”(第18届开始增加“全球华人精英论坛”)。